# 核能安全委員會
核能安全委員會（簡稱為核安會），為中華民國核能業務主管機關，前身為1955年5月31日所成立的「行政院原子能委員會」，於2023年9月27日改制，設有附屬機關輻射偵測中心，主要負責核能發電廠、核子設施及輻射作業場所的安全監督。

## 歷史
- 1954年聯合國大會第九屆常會審議美國提出「國際合作發展原子能和平用途」後，12月外交部建議行政院設立原子能研究機構，並參加國際原子能會議。
- 1955年5月31日，行政院原子能委員會成立，但相關業務由教育部科學教育委員會辦理，主任委員由教育部部長兼任。
- 1955年8月第一屆國際原子能和平用途會議召開後，原能會修正組織規程，主任委員由行政院院長聘任，置常務委員5至7人、專任臨時人員4人。之後原能會再修正組織規程，分設3組（計畫組、技術組、總務組），置組主任3人、專門委員2人、專員4人、薦任主計員1人、秘書1人、委任辦事員2人、雇員2人，總員額為26人。
- 1968年5月9日，總統令公布《原子能法》，規定設置原子能委員會。
- 1970年12月3日，總統令公布《行政院原子能委員會組織條例》，原能會成為依法設置之機關，主委改為專任，總員額為專任41至55人、兼任9至13人。
- 1979年7月27日，《行政院原子能委員會組織條例》修正公布，原能會完成設置綜合計畫處、核能管制處、輻射防護處、秘書處、人事室、會計室及六個專門委員會，另有核能研究所、臺灣輻射偵測工作站及放射性待處理物料管理處等三個附屬單位。
- 1992年11月23日，原能會增設核能技術處。
- 1996年1月26日，放射性待處理物料管理處改制為放射性物料管理局。7月17日，臺灣輻射偵測工作站改制為輻射偵測中心。
- 2003年7月10日，原能會舟山路舊址由國立臺灣大學接收，成為國立台灣大學地理環境資源學系系館。
- 2010年2月3日，《行政院組織法》修正，確定將裁撤原能會。
- 2017年，原能會會徽改為紅黃藍綠四色原子環繞圖加黑色「原子能」與「AEC」字樣。
- 2022年5月5日，行政院院會通過《核能安全委員會組織法》草案及《國家原子能科技研究院組織法》草案[1]。
- 2023年5月29日，立法院三讀通過《核能安全委員會組織法草案》[2]及《國家原子能科技研究院設置條例草案》[3]6月21日，公布制定核能安全委員會組織法[4]和國家原子能科技研究院設置條例[5] 。
- 2023年9月27日，改制降編為直屬中央三級獨立機關「核能安全委員會」，放射性物料管理局併入核安會、輻射偵測中心一同降為四級所屬機關、核研所改組為行政法人國家原子能科技研究院。

## 歷任首長
前四任原能會主委由教育部部長兼任。
| 任別                        | 姓名                        | 政黨                        | 就職時間                    | 卸任時間                    |
| 行政院原子能委員會 主任委員 | 行政院原子能委員會 主任委員 | 行政院原子能委員會 主任委員 | 行政院原子能委員會 主任委員 | 行政院原子能委員會 主任委員 |
| --------------------------- | --------------------------- | --------------------------- | --------------------------- | --------------------------- |
| 1                           | 張其昀                      | 中國國民黨                  | 1955年6月2日                | 1958年7月                   |
| 2                           | 梅貽琦                      | 中國國民黨                  | 1958年7月                   | 1962年5月19日               |
| 代理                        | 李熙謀                      | 無黨籍                      | 1962年6月7日                | 1963年2月27日               |
| 3                           | 黃季陸                      | 中國國民黨                  | 1963年2月28日               | 1966年4月19日               |
| 4                           | 閻振興                      | 中國國民黨                  | 1966年4月20日               | 1971年12月5日               |
| 5                           | 錢思亮                      | 中國國民黨                  | 1971年12月6日               | 1981年7月9日                |
| 6                           | 閻振興                      | 中國國民黨                  | 1981年7月10日               | 1990年6月1日                |
| 7                           | 許翼雲                      |                             | 1990年6月2日                | 1996年6月9日                |
| 8                           | 胡錦標                      |                             | 1996年6月10日               | 2000年5月19日               |
| 9                           | 夏德鈺                      |                             | 2000年5月20日               | 2001年3月6日                |
| 10                          | 胡錦標                      |                             | 2001年3月7日                | 2002年1月31日               |
| 11                          | 歐陽敏盛                    | 民主進步黨                  | 2002年2月1日                | 2007年5月20日               |
| 12                          | 蘇獻章                      |                             | 2007年5月21日               | 2008年5月19日               |
| 13                          | 蔡春鴻                      | 無黨籍                      | 2008年5月20日               | 2016年1月31日               |
| 14                          | 周源卿                      |                             | 2016年2月1日                | 2016年5月19日               |
| 15                          | 謝曉星                      | 無黨籍                      | 2016年5月20日               | 2023年1月10日               |
| 代理                        | 張靜文                      | 無黨籍                      | 2023年1月11日               | 2023年1月30日               |
| 16                          | 張靜文                      | 無黨籍                      | 2023年1月31日               | 2023年9月26日               |
| 核能安全委員會 主任委員     |                             |                             |                             |                             |
| 1                           | 陳東陽                      | 無黨籍                      | 2023年9月27日               | 2024年8月14日               |
| 代理                        | 張欣                        | 無黨籍                      | 2024年8月15日               | 2024年12月2日               |
| 2                           | 陳明真                      | 民主進步黨                  | 2024年12月3日               | 現任                        |

## 組織
- 主任委員
  - 副主任委員
    - 主任秘書
    - 兼任委員：3-5人（任期3年得連任一次，委員中具有同一黨籍者，不得超過委員總額二分之一）

現任委員
- 劉文熙
- 張惠雲
- 程明修
- 龍世俊
- 黃偉慶

業務單位
- 綜合規劃組
- 核安管制組
- 輻射防護組
- 保安應變組
- 核物料管制組

輔助單位
- 秘書室
- 人事室
- 政風室
- 主計室

所屬機構
- 輻射偵測中心

其他
- 基金管理會：核子事故緊急應變基金管理會

- 常設委員會
  - 原子能科學技術研究發展成果審議委員會
  - 核子反應器設施安全諮詢會
  - 核能四廠安全監督委員會
  - 游離輻射安全諮詢會
  - 放射性物料安全諮詢會
  - 國家賠償事件處理會
  - 法規委員會
  - 性別平等專案小組
  - 性騷擾申訴調查處理委員會

- 非常設委員會
  - 核子事故調查評議委員會
  - 核子事故復原措施推動委員會

- 行政法人：國家原子能科技研究院

- 駐外單位

## 外部連結
- 官方网站（繁體中文）（英文）
- 輻務小站的Facebook專頁
- YouTube上的核能安全委員會頻道